# Franklin County (Massachusetts)
 For alternative betydninger, se Franklin County. (Se også artikler, som begynder med Franklin County)
Franklin County er et county i den amerikanske delstat Massachusetts. Amtet ligger i den nordvestlige del af delstaten og grænser op til Windham County, Vermont i nord, Cheshire County, New Hampshire i nordøst, Worcester County i øst, Hampshire County i syd og mod Berkshire County i vest.
Franklin Countys totale areal er 1 877 km² hvorav 59 km² er vand. I 2000 havde amtet 71.535 indbyggere. Amtets administration ligger i byen Greenfield. 
42°35′13″N 72°34′26″V / 42.58707°N 72.573944°V